# Institut Supérieur de l’Aéronautique et de l’Espace
Das Institut Supérieur de l’Aéronautique et de l’Espace (ISAE) ist eine französische Ingenieurshochschule (grande école). Sie bildet innerhalb von drei Jahren Luftfahrt-Ingenieure  aus. Sie ist ein Zusammenschluss der École Nationale Supérieure de l’Aéronautique et de l’Espace (SUPAERO/ENSAE) und der École Nationale Supérieure d’Ingénieurs de Constructions Aéronautiques (ENSICA). Der Zusammenschluss erfolgte im Sommer 2007.

## École Nationale Supérieure de l’Aéronautique et de l’Espace
Die École Nationale Supérieure de l’Aéronautique et de l’Espace (Nationale Hochschule für Luft- und Raumfahrt) oder ENSAE, auch bekannt unter der Abkürzung Supaéro, ist eine der angesehensten Hochschulen für Ingenieure in Frankreich. Die im Vergleich zu deutschen Ingenieursstudiengängen recht allgemein gehaltene Ausbildung dauert üblicherweise drei Jahre.

### Geschichte
1909 gründet der Ingenieursoffizier Jean-Baptiste Roche in Paris die École Supérieure d’Aéronautique et de Constructions Mécaniques. Diese sollte den schnell steigenden Bedarf an Ingenieuren der wachsenden Luftfahrtindustrie decken. 1930 wurde sie École Nationale und trägt seit 1972 ihren aktuellen Namen.
Seit 1968 befindet sich die Supaéro in Toulouse, sowohl industriell als auch wissenschaftlich einer der wichtigsten Luft- und Raumfahrtstandorte Europas. Angegliedert an die Hochschule sind die Forschungseinrichtungen des Centre d’Études et de Recherche de Toulouse (CERT), das nun zur ONERA (Office National d’Études et de Recherches Aérospatiales) gehört. Hier wird Forschung im Bereich Luftfahrt, Raumfahrt und Rüstung betrieben.

### Ausbildung
Nach der zweijährigen Classe préparatoire (Vorbereitungsschulen für das Studium an Grandes écoles) werden die Studenten für den dreijährigen Diplomstudiengang durch einen Concours (Ranking nach nationalen Prüfungen) ausgewählt. Das erste Studienjahr ist allgemein gehalten, nach einem festgelegten Studienplan werden vornehmlich Mathematik und Physik unterrichtet. Im zweiten Jahr orientiert sich die Ausbildung spezifischer in Richtung Luft- und Raumfahrt, bietet aber auch verschiedene, auch nicht-technisch-naturwissenschaftliche Wahlmöglichkeiten. Im dritten Jahr wird eine Vertiefung gewählt, den Abschluss bildet ein mit einer deutschen Diplomarbeit vergleichbares Projet de Fin d’Études (PFE). Während des gesamten Studiums müssen zwei Fremdsprachkurse belegt werden (einer davon Englisch), in den ersten beiden Jahren gibt es darüber hinaus Kultur- und Sportunterricht.
Nach dem zweiten Jahr gibt es die Möglichkeit, ein einjähriges Praktikum zu absolvieren. Dieses kann, wenn es bestimmte Anforderungen erfüllt, als PFE anerkannt werden. Ebenso kann ein einjähriges Auslandsstudium (Substitution) oder ein zweijähriges Doppeldiplomprogramm an einer der Partnerhochschulen (unter anderem Universität Stuttgart, RWTH Aachen, TU Berlin) absolviert werden. Ebenso begrüßt die Supaéro jedes Jahr einige Dutzend ausländische Studenten.
Der Abschluss der Supaéro ist besonders in Frankreich hoch angesehen. Die Absolventen werden vor allem in Führungspositionen eingesetzt. Die breit angelegte Ausbildung führt dazu, dass 50 Prozent von ihnen in anderen Branchen, zum Beispiel im Finanzwesen, arbeiten.

### Der Campus
Der Campus der Supaéro liegt in Rangueil am Canal du Midi und ist von den Hochschulen ENAC und INSA sowie der Universität Paul Sabatier umgeben. Neben dem Hörsaalgebäude und den Labors gibt es umfangreiche Sporteinrichtungen und drei Studentenwohnheime, die in 470 Zimmern den Großteil der Studenten beherbergen.

## Ehemalige Studenten (Auswahl)
- Raoul Badin 1910, Erfinder des « badin », eines Anzeigeinstrumentes für die Geschwindigkeit von Flugzeugen
- Henri Marie Coandă 1910, Rumäne, Erfinder des ersten Strahlflugzeuges (Thermojet)
- Henry Potez 1911, Flugzeugkonstrukteur
- Marcel Dassault 1913, Flugzeugkonstrukteur, Gründer von Dassault Aviation
- Michail Gurewitsch 1913, Flugzeugkonstrukteur, Gründer des Konstruktionsbüros MIG
- Maurice Hurel 1921, Flugzeugkonstrukteur
- René Couzinet 1925, Flugzeugkonstrukteur
- Henri Ziegler 1931, Leiter von Breguet und Aérospatiale
- Pierre-Henri Satre 1934, maßgeblich an der Konstruktion der Caravelle  beteiligt
- François Hussenot 1935, Erfinder des « Flugschreibers/Black Box »
- Serge Dassault 1951, Industrieller, Sénator, Zeitungseigentümer, Sohn von Marcel Dassault (1913)
- Frédéric d’Allest 1966, ehemaliger Generaldirektor der CNES, erster Präsident von Arianespace
- Jean-Pierre Petit 1961, ehemaliger Forschungsleiter der CNRS, und Pionier der Experimentalforschung über Magnetohydrodynamik
- Alexis Kniazeff 1966, Gründungspräsident der Altran Technologies
- Jean Laurent 1967, Präsident von  Crédit agricole et du Crédit lyonnais
- Bernard Ramanantsoa 1971, Generaldirektor der HEC
- Charles Champion 1978, ehemaliger Programmdirektor des Airbus A380, chef des opérations bei Airbus
- Jean-François Clervoy 1983, Astronaut
- Luca Parmitano 2009, Astronaut